# Ixora robinsonii
Ixora robinsonii är en måreväxtart som beskrevs av Henry Nicholas Ridley. Ixora robinsonii ingår i släktet Ixora och familjen måreväxter. Inga underarter finns listade i Catalogue of Life.